# Krogulec różany
Krogulec różany (Tachyspiza rhodogaster) – gatunek drapieżnego ptaka z rodziny jastrzębiowatych (Accipitridae). Występuje endemicznie w Indonezji – na Celebesie i sąsiednich wyspach, w tym wyspach Sula. Nie jest zagrożony wyginięciem. Długość ciała 28–33 cm.

## Podgatunki
Wyróżniono trzy podgatunki krogulca różanego. Zauważono jednak, że występują wyraźne różnice w upierzeniu pomiędzy T. r. rhodogaster a T. r. sualensis i być może stanowią one odrębne gatunki.
- T. rhodogaster butonensis – wyspy Muna i Buton[1][4]
- T. rhodogaster rhodogaster – Celebes[1][4]
- T. rhodogaster sulaensis – wyspy Banggai i Sula[1][4]

Międzynarodowy Komitet Ornitologiczny (IOC) nie uznaje podgatunku butonensis.

## Ekologia i zachowanie
Nie migruje. Zamieszkuje średniej wysokości góry oraz lasy nizinne. Czasami widywany na lekko zalesionych uprawach, w lasach namorzynowych lub w okolicach wsi. Ogranicza się głównie do wnętrza lasu. Występuje pojedynczo, czasami można spotkać go w parach. Poluje głównie na małe ssaki, ptaki, jaszczurki i owady.

## Status
W Czerwonej księdze gatunków zagrożonych Międzynarodowej Unii Ochrony Przyrody został zaliczony do kategorii LC (najmniejszej troski). Liczebność populacji szacuje się 1000–10 000 osobników, czyli w przybliżeniu 670–6700 osobników dorosłych. Trend liczebności populacji uznaje się za spadkowy.